# 恰尔隆萨依河
恰尔隆萨依河，位于中华人民共和国新疆维吾尔自治区克孜勒苏柯尔克孜自治州阿克陶县东南部的一条河流，是塔什库尔干河左岸支流，发源于慕士塔格峰冰川东端高山积雪带的喀什喀苏达坂，蜿蜒向东南流，经恰尔隆乡，于原库斯拉甫乡西侧汇入塔什库尔干河。河流全长59千米，流域面积1227平方千米，年均径流量约0.47立方米。